# Dixenhausen
Dixenhausen ist ein Gemeindeteil des Marktes Thalmässing und eine Gemarkung im Landkreis Roth (Mittelfranken, Bayern). Die Gemarkung Dixenhausen hat eine Fläche von 2,329 km². Sie ist in 498 Flurstücke aufgeteilt, die eine durchschnittliche Flurstücksfläche von 4677,40 m² haben. In ihr liegt neben dem namensgebenden Ort der Gemeindeteil Graßhöfe.

## Lage
Das Dorf liegt im Norden des Naturparks Altmühltal, rund 3,8 Kilometer nordöstlich von Thalmässing, ein Kilometer nördlich des Auerberges auf der Hochfläche. Nächste größere Städte sind Greding und Heideck in jeweils ca. 10 km Entfernung. Gemeindeverbindungsstraßen führen nach Schwimbach und Lohen. Dort gelangt man auf die Staatsstraße 2391 und über diese auf die 1,4 Kilometer östlich verlaufende Autobahn A 9.

## Ortsnamensdeutung
Dem Ortsnamen liegt in seinen ältesten Formen der Personenname Tochso/Tochiso zugrunde.

## Geschichte
Der Ortsnamensendung -hausen nach bestand Dixenhausen vermutlich bereits Ende des 8. Jahrhunderts. Erstmals urkundlich erwähnt wurde Dixenhausen um 1130/50 im Schenkungsbuch des Klosters Berchtesgaden, in dem der Ortsadelige Ludwig von „Touchsenhuden“ als Zeuge in Erscheinung trat. 1328 wurde mit Heinrich von Tüchershausen ein weiterer Ortsadeliger genannt. Als Pfalz-Neuburg unter dem Pfalzgrafen Ottheinrich 1542 sein Amt Hilpoltstein an die Reichsstadt Nürnberg verpfändete, wurde von dort aus die Reformation im Amt Hilpoltstein und damit auch in Dixenhausen eingeführt, das Dorf wurde der protestantischen Pfarrei Schwimbach einverleibt. Die Rücklösung des Pfandes erfolgte 1578. 1589 stritten sich vor dem kaiserlichen Kammergericht das Hochstift Eichstätt auf der einen und die Herzöge Philipp Ludwig von Neuburg und Ottheinrich auf der anderen Seite um die Zehenten von Dixenhausen und Lohen; Veit von Absberg als Patronatsherr der neuburgischen Regierung musste laut Gerichtsentscheid seinen Zwei-Drittel-Zehent dazu verwenden, als Voraussetzung für eine eigene Pfarrei Lohen dort ein Pfarrhaus und einen Pfarrstadel zu bauen. Im Zuge der Rückkehr des Neuburger Pfalzgrafen zum Katholizismus und der Gegenreformation wurde die dortige evangelische Pfarrerstelle 1627 wieder abgeschafft. 1643 waren noch elf Bewohner Dixenhausens evangelisch. Ihnen wurde 1657 von Pfalz-Neuburg gestattet, eine katholische Person zu heiraten, und gleichzeitig verboten, eine evangelische Person zu ehelichen; die Kinder mussten im katholischen Glauben der Herrschaft erzogen werden. 1710 wurde Dixenhausen von der katholischen Pfarrei Obermässing wieder in die katholische Pfarrei Untermässing gepfarrt.
Gegen Ende des Alten Reiches, um 1800, gehörten von den 19 Untertanen-Anwesen in Dixenhausen grundherrschaftlich 17 dem Rentamt Greding und je eines dem Landrichteramt Heideck und dem Kloster Seligenporten. Die Hochgerichtsbarkeit übte das Landrichteramt Hilpoltstein aus.
Im Königreich Bayern (1806) wurde Dixenhausen mit Graßhöfe dem Steuerdistrikt Weinsfeld und 1810 dem Steuerdistrikt Offenbau zugewiesen. Ebenfalls 1810 wurden Dixenhausen und Graßhöfe von ihrem bisherigen Landgericht Hilpoltstein abgetrennt und dem Landgericht Raitenbuch zugeteilt, kamen aber schon zwei Jahre später zum Landgericht Greding. Mit dem Gemeindeedikt von 1818 wurde Dixenhausen mit der Einöde Graßhöfe wieder eine selbständige Gemeinde.
Für 1846 ist ein Bäcker in Dixenhausen erwähnt. Die katholischen Kinder gingen in Lohen zur Schule, nach deren Aufhebung 1899 nach Untermässing. Die evangelischen Kinder besuchten die Schule der evangelischen Pfarrei Schwimbach. 1875 wurden im Dorf 86 Stück Rindvieh, in der Gemeinde Dixenhausen mit einer Gesamtflur von 49,420 Morgen 102 Stück Rindvieh, 82 Schafe, 32 Schweine und fünf Ziegen gehalten. Im Jahr 1900 war die Schafhaltung in der Gemeinde auf 26 Tiere zurückgegangen, die Schweinehaltung dagegen auf 89 Tiere angestiegen.
Im Zuge der Gemeindegebietsreform wurde die Gemeinde Dixenhausen und damit der Gemeindeteil Graßhöfe am 1. Juli 1971 in den Markt Thalmässing im Landkreis Roth eingemeindet. Dixenhausen gehörte zum Sprengel der Grund- und Mittelschule Thalmässing.

### Einwohnerentwicklung
(Nur das Dorf Dixenhausen, ohne Graßhöfe)
- 1818: 99 (18 Feuerstellen, entspricht Haushaltungen, 19 Familien)[18]
- 1835: 90 (18 Familien)[19]
- 1871: 81 (59 Gebäude)[16]
- 1900: 83 (19 Wohngebäude)[17]
- 1938: 91 (81 Protestanten, 10 Katholiken)[20]
- 1950: 95 (16 Anwesen)[21]
- 1961: 71 (19 Wohngebäude)[22]
- 1970: 82[23]
- 2015: 85[24]
- 2021: 92[1]

## Wirtschaft
Neben landwirtschaftlichen Betrieben gibt es im Dorf nur wenige Gewerbebetriebe. Bekannt ist Dixenhausen durch einen botanischen Privatgarten („Bärbels Garten“), der 10.000 Besucher pro Jahr aufweist.

## Baudenkmäler
Im Ort befindet sich eine St.-Salvator-Kapelle, ein Putzbau mit Satteldach und hölzernem Dachreiter und einer barocken Salvator-Figur. Sie wurde 1790 von der Gemeinde als katholisches Gotteshaus wiederaufgebaut.